# Au pays des Enfoirés !
 (mars 2025).
Si vous disposez d'ouvrages ou d'articles de référence ou si vous connaissez des sites web de qualité traitant du thème abordé ici, merci de compléter l'article en donnant les références utiles à sa vérifiabilité et en les liant à la section « Notes et références ».
Albums de Les Enfoirés
On a 35 ans !
(2024)
Au pays des Enfoirés ! est le 35e album des Enfoirés, enregistré lors de leur série de sept concerts du 14 au 20 janvier 2025 au Sud de France Arena de Montpellier.

## Hymne
L'hymne de l'édition 2025 est intitulé Le monde demain. Une chanson originale écrite et composée par Joseph Kamel et Daysy. La chanson est diffusée pour la première fois le 13 janvier 2025.

## Diffusion
Le concert est diffusé le 7 mars 2025 à partir de 21 h 10 sur la chaîne TF1 et en simultané sur la radio ICI.

### Audiences
Au pays des Enfoirés ! a réuni 7 650 000 téléspectateurs pour la première partie, soit 40,8 % de part d'audience et 6 140 000 téléspectateurs pour la seconde partie, soit 50,2 % du public. Le show a signé la plus faible audience de son histoire.

## Artistes
53 artistes participent à ces concerts :
- Julien Arruti
- Jean-Louis Aubert
- Amel Bent
- Patrick Bruel
- Marie Colin (première participation)
- Claudio Capéo
- Sébastien Chabal
- Alain Chamfort (première participation)
- Julien Clerc
- François-Xavier Demaison (première participation)
- Arnaud Ducret
- Antoine Dupont
- Sofia Essaïdi
- Tony Estanguet (première participation)-(par visio)
- Patrick Fiori
- Élodie Fontan
- Jérémy Frérot
- Pierre Garnier (première participation)
- Kendji Girac
- Jain (première participation)
- Jenifer
- Joyce Jonathan
- Gérard Jugnot
- Joseph Kamel (première participation)
- Claire Keim
- Philippe Lacheau
- Michèle Laroque
- Alexis Lebrun (première participation)
- Félix Lebrun (première participation)
- Nolwenn Leroy
- Lorie
- Alex Lutz (première participation)
- Ibrahim Maalouf (première participation)
- Christophe Maé
- Mimie Mathy
- Jean-Baptiste Maunier
- MC Solaar
- Kad Merad
- Isabelle Nanty
- Thomas Pesquet
- M. Pokora
- Raphaël
- Gaëtan Roussel
- Axelle Saint-Cirel (première participation)
- Santa
- Shy'm
- Soprano
- Claudia Tagbo
- Arnaud Toupense (première participation)
- Vianney
- Vitaa
- Ycare
- Michaël Youn
- Zazie

Le groupe Mega Unity qui ont dansé sur 4 chansons et ont accompagné par de la figuration sur 5 chansons 

## Liste des titres
La liste des titres est ici reprise dans l'ordre de diffusion de l'émission du vendredi 7 mars sur TF1.
1. Tableau d'ouverture
  1. Entrer dans la lumière (Patricia Kaas) : Zazie, Santa, Nolwenn Leroy, Sofia Essaïdi, Jenifer, Lorie Pester, Claire Keim, Amel Bent, Shy'm, Michèle Laroque, Ibrahim Maalouf
  2. Love'n'Tendresse (Eddy de Pretto) : M. Pokora, Christophe Maé, Claudio Capéo, Raphaël, Patrick Fiori, Soprano, Patrick Bruel, Michaël Youn, Gaëtan Roussel, Jérémy Frérot, Jean-Louis Aubert, Vianney, Julien Clerc, Kad Merad, Ycare, Les Enfoirés
2. Nous voyageons de ville en ville (Les Demoiselles de Rochefort) : Les Enfoirés
3. La bonne musique (Michel Berger) : Julien Clerc, Jérémy Frérot, Michaël Youn, Alain Chamfort, Raphaël, Les Enfoirés
4. Les murs porteurs (Florent Pagny) : Julien Clerc, Claudio Capéo, Kendji Girac, Patrick Fiori, Jean-Louis Aubert
5. Clic clic pan pan (Yanns) : Patrick Fiori, Joseph Kamel, Jérémy Frérot, Soprano, Gérard Jugnot, Isabelle Nanty, Arnaud Toupense, Marie Colin, Les Enfoirés
6. Tableau Western
  1. Calling You (Jevetta Steele) : Axelle Saint-Cirel
  2. Texas Hold 'Em (Beyoncé) : Santa, Nolwenn Leroy, Vitaa, Jain
7. Te manquer (Johnny Hallyday) : Kendji Girac, Vianney, Patrick Bruel, Christophe Maé, François-Xavier Demaison
8. So What (Pink) : Lorie, Jenifer, Amel Bent, Shy'm, Santa, Claudia Tagbo
9. En feu (Soprano) : M. Pokora, Arnaud Ducret, Jean-Baptiste Maunier, Philippe Lacheau, avec la participation d'Antoine Dupont
10. Maintenant (Vianney & Renaud) : Joseph Kamel, Pierre Garnier, Jérémy Frérot, Soprano, Jean-Louis Aubert
11. J'y crois encore (Lara Fabian) : Nolwenn Leroy, Vitaa, Jenifer, Lorie
12. Ceux qu'on était (Pierre Garnier) : Patrick Fiori, M. Pokora, Claire Keim, Shy'm, Kendji Girac, Ycare
13. Monday, Tuesday... Laissez-moi danser (Dalida) : Amel Bent, Jain, Shy'm, Claudia Tagbo
14. L'Enfer (Stromae) : Raphaël, Gaëtan Roussel, Jean-Louis Aubert, Claudio Capéo
15. Demain sera parfait (Jean-Louis Aubert) : Julien Clerc, Zazie, Christophe Maé, Michèle Laroque, Les Enfoirés
16. Tableau C'est la même chanson
  1. L'appareil à sous (Brigitte Bardot) : Santa, Sofia Essaïdi, Joyce Jonathan, Jenifer
  2. C'est la même chanson (Claude François) : Gaëtan Roussel, Julien Clerc, Arnaud Ducret, Claudio Capéo, Julien Arruti, François-Xavier Demaison
17. Animaux fragiles (Ycare & Zaz) : Vianney, Claire Keim, Patrick Bruel, Sofia Essaïdi, MC Solaar
18. Pas toi (Jean-Jacques Goldman) : Jean-Louis Aubert, Raphaël, Patrick Fiori, Gaëtan Roussel, Michaël Youn, Axelle Saint-Cirel, Ibrahim Maalouf
19. Pas eu le temps (Patrick Bruel) : M. Pokora, Soprano, Vianney, Christophe Maé
20. L'amitié (Françoise Hardy) : Alex Lutz, Isabelle Nanty, Zazie, Patrick Bruel, Les Enfoirés
21. Antisocial (Trust) : Patrick Bruel, Santa, Kad Merad, Claire Keim, Thomas Pesquet, Les Enfoirés
22. Avec le temps (Léo Ferré) : Zazie, Nolwenn Leroy, Claire Keim, Amel Bent, Sofia Essaïdi
23. Tableau Ti amo
  1. Sarà perché ti amo (Ricchi e Poveri) : Michèle Laroque, Soprano, Shy'm, Claudio Capéo, Lorie
  2. Ti Amo (Umberto Tozzi) : Jean-Baptiste Maunier, Michèle Laroque, Lorie
24. Quand te reverrai-je pays merveilleux (Michel Blanc) : Gérard Jugnot, Arnaud Ducret, Les Enfoirés
25. Ensemble (Aliocha Schneider & Charlotte Cardin) : Kad Merad, Zazie, Pierre Garnier, Shy'm, Les Enfoirés
26. Le monde demain (Les Enfoirés) : Les Enfoirés
27. La Chanson des Restos (Les Enfoirés) : Les Enfoirés
28. Le monde demain Version Instrumentale (Les Enfoirés) : Les Enfoirés
29. Le monde demain PBO (Les Enfoirés) : Les Enfoirés